# Wolfgang Bastian
Hans Wolfgang Bastian (* 21. Mai 1906 in Elsterwerda; † 18. März 1942 in Torgau) war ein deutscher evangelischer Pfarrer, Heimatforscher und Widerstandskämpfer.

## Leben

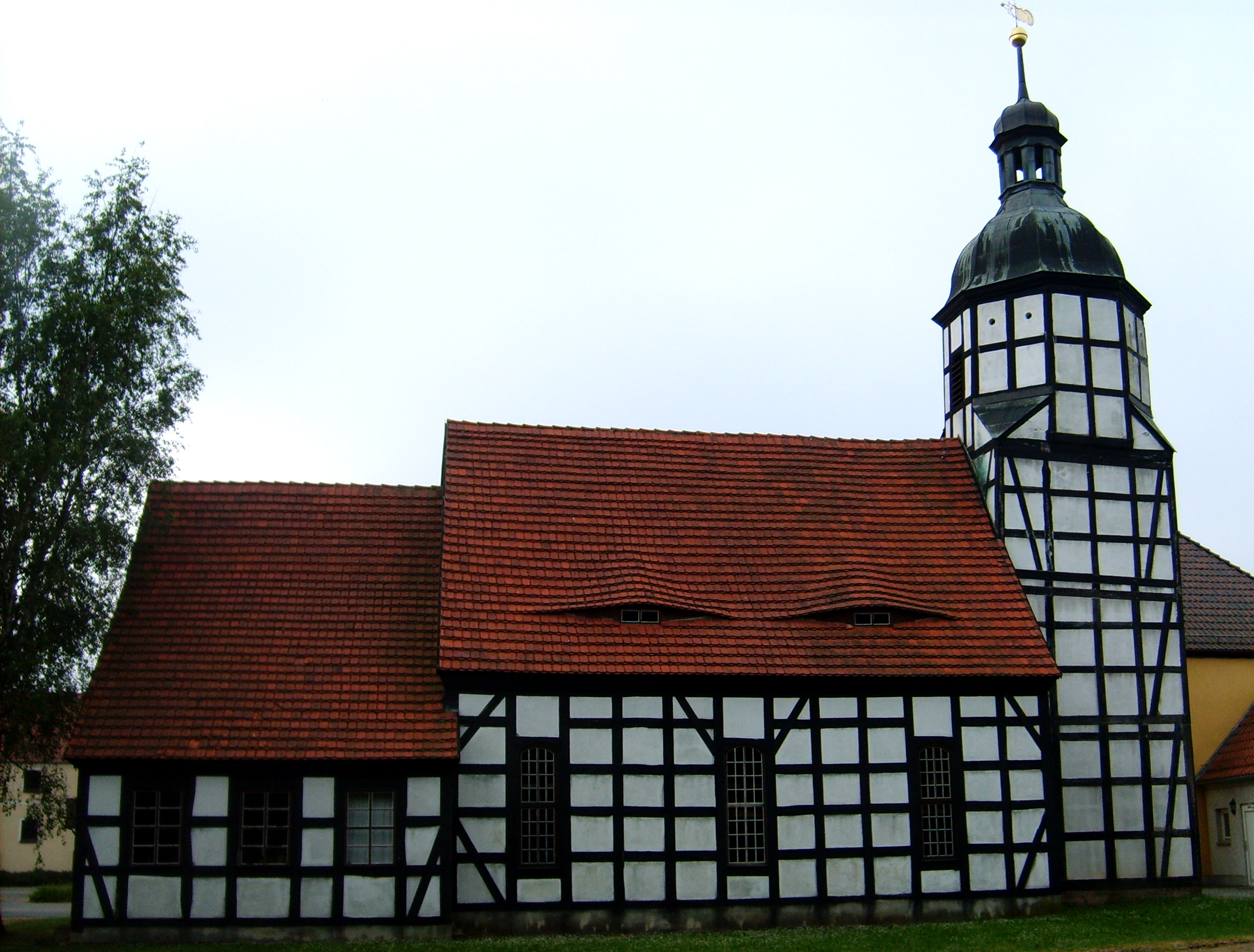
Fachwerkkirche Saathain

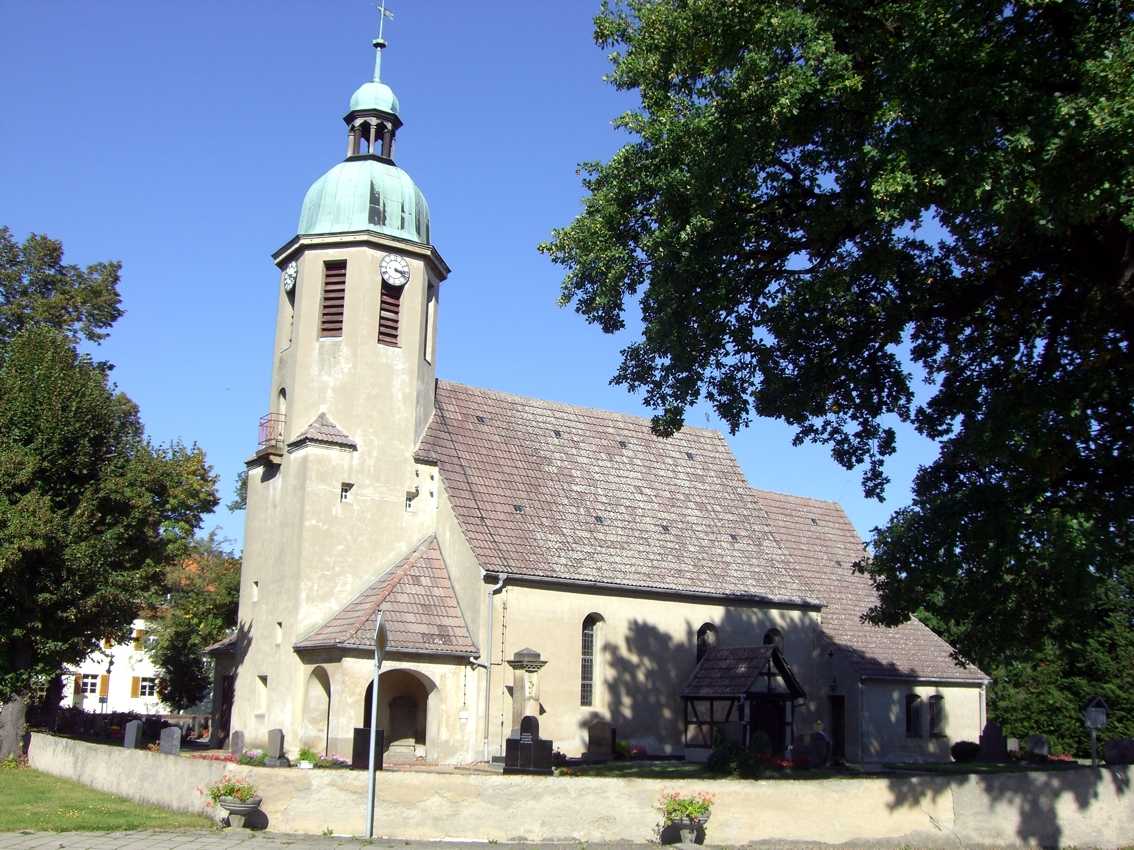
Dorfkirche Stolzenhain

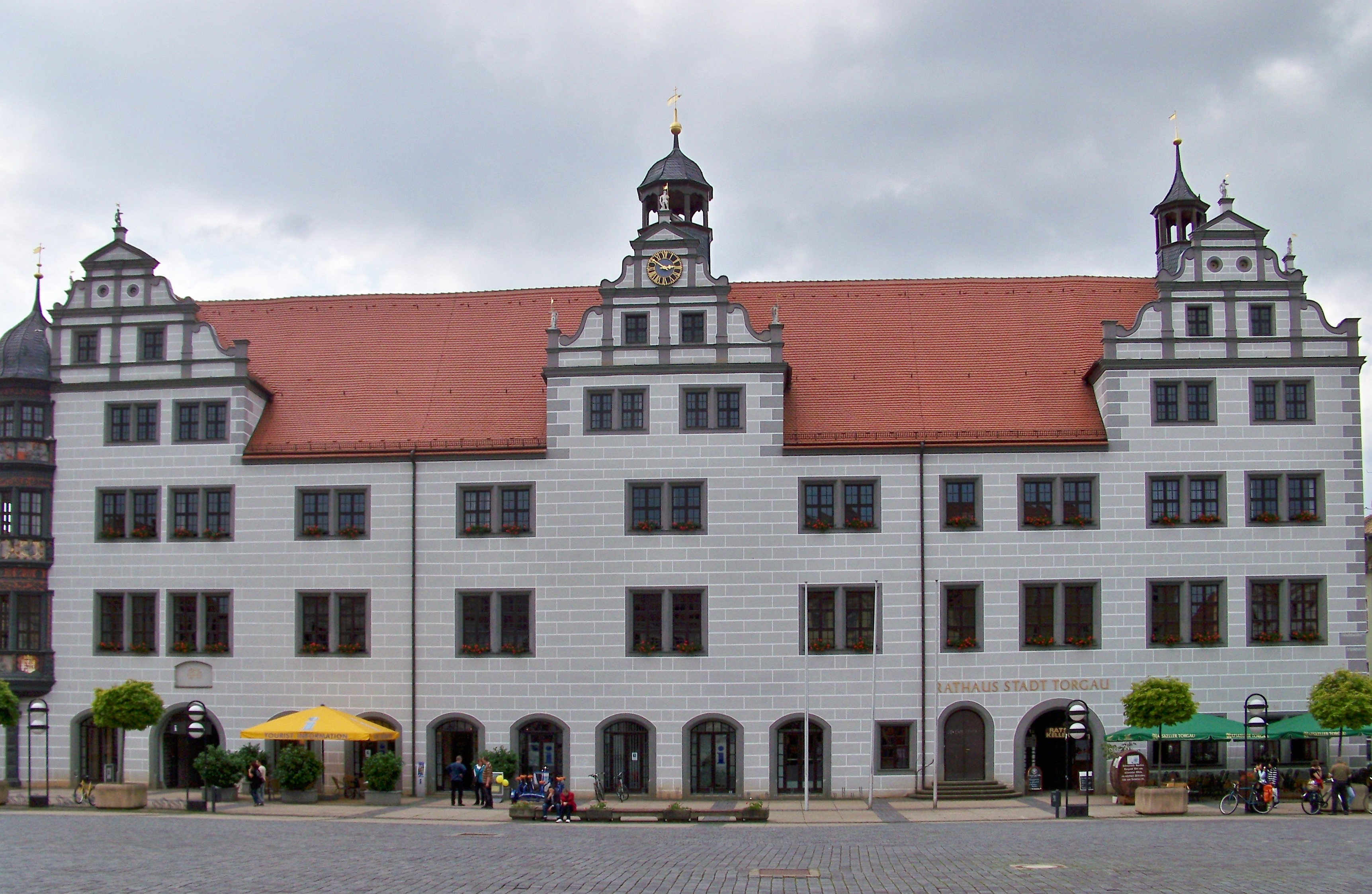
Rathaus Torgau

Wolfgang Bastian wurde 1906 als vierter Sohn des Tierarztes Otto Bastian und dessen Frau Erna in der südbrandenburgischen Kleinstadt Elsterwerda geboren. Bastian studierte Kunstgeschichte, nahm aber zusätzlich noch ein Studium in Theologie auf. Nach seinem kirchlichen Examen wurde er am 21. Mai 1933 als Pfarrer ordiniert. Nachdem Bastian schon am 1. März 1933 als Prädikant zum Probedienst in die Pfarrstelle Stolzenhain-Saathain entsandt wurde, berief ihn der Saathainer Rittergutsbesitzer und Kirchenpatron Otto Bormann am 5. Juni 1934 zum Schlossprediger. Am 1. August 1934 erhob ihn die Kirchenleitung zum Pfarrer, und mit einem Festgottesdienst wurde er am 2. September 1934 in seiner Pfarrstelle eingeführt.
Nachdem Bormann Bastians kulturhistorisches Fachwissen erkannt hatte, nahm man mit finanzieller Unterstützung des Gutsherrn die Sanierung mehrerer historischer Gebäude in der Parochie, wie des alten Saathainer Pfarrhauses, in Angriff. Zu den bedeutenden Verdiensten Bastians gehören hier die Erneuerungen der Stolzenhainer Dorfkirche mit ihren wertvollen Bilderausmalungen sowie die Instandsetzung der Saathainer Gutskirche, eines Fachwerkbaus aus dem 17. Jahrhundert, welcher in der Gegenwart eines der kulturellen Zentren des Landkreises Elbe-Elster ist. Beide Baumaßnahmen erfolgten im Jahr 1936. Außerdem widmete sich der Saathainer Pfarrer der Heimatforschung und der geschichtlichen Aufarbeitung der Parochie. Seine Erkenntnisse veröffentlichte er unter anderem in der Schwarzen Elster, einer heimatkundlichen Beilage des Liebenwerdaer Kreisblattes, in der er zwischen 1934 und 1938 acht Beiträge veröffentlichte.
Bastian übernahm von seinem Amtsvorgänger einen schon länger währenden Streit mit einem Kantor, der eine Zusatzvergütung verlangte, welche der Gemeinde-Kirchen-Rat ablehnte. Der Vorfall endete damit, dass der Pfarrer bei den Behörden denunziert wurde. Beschwerdebriefe gingen hier unter anderem an den Reichsbischof in Berlin, den Bischof in Magdeburg, an den Kreisleiter der NSDAP in Falkenberg/Elster sowie an die Staatspolizei in Halle (Saale). Bastian, welcher in den Briefen „staatsfeindlicher Äußerungen in zwei Predigten“ beschuldigt wurde, bekam von Seiten der Kirche allerdings Rückendeckung und von der Kirchenbehörde wurde der Fall mit einer Vermahnung des Pastors abgetan.
Im März 1942 erfolgte nach einer Grabrede Bastians in Prösen, wo er unter anderem den Satz sprach: „Sein bescheidenes Wesen tat einem so wohl und da laufen so viel Prahlhansen herum, aufdringliche Menschen, die einem lästig werden und Gesinnungslumpen, die heute Hosianna und morgen Kreuzige schreien …“, unerwartet eine Hausdurchsuchung durch die Gestapo bei dem Pfarrer. Beschlagnahmt wurden einige Briefe und der Roman Buddenbrooks von Thomas Mann, dessen Gesamtwerk seit 1936 auf der Liste des „schädlichen und unerwünschten Schrifttums“ des Propagandaministeriums stand. Danach wurde er ohne Angabe von Gründen für den 16. März 1942 zur Vernehmung in das Torgauer Rathaus bestellt, von wo er nicht mehr zurückkehrte.
Am 18. März 1942 erreichte seinen Vater die Nachricht, dass Wolfgang Bastian durch Erhängen Selbstmord begangen habe. Weitere Auskünfte gab es zunächst dazu nicht. Am 19. Mai 1942 wurde der Fall schließlich in einem Brief des Regierungspräsidenten an das Evangelische Konsistorium in Magdeburg mit den Worten abgeschlossen: „Pfarrer Wolfgang Bastian ist am 16.03.1942 wegen staatsfeindlichen Verhaltens festgenommen … wegen Beschimpfung von politischen Leitern bei einer Grabrede, die sich getroffen fühlen mussten. Ferner hat Bastian im Konfirmandenunterricht die Wehrmacht verächtlich gemacht …“
Wolfgang Bastian wurde am 22. März 1942 auf dem Elsterwerdaer Stadtfriedhof in der Berliner Straße beerdigt. Unter großer Anteilnahme der Bevölkerung reihten sich in den Trauerzug 690 Menschen ein. An seinem inzwischen eingeebneten Grab fand ihm zu Ehren letztmals 1988 eine Gedenkveranstaltung statt.

## Ehrungen

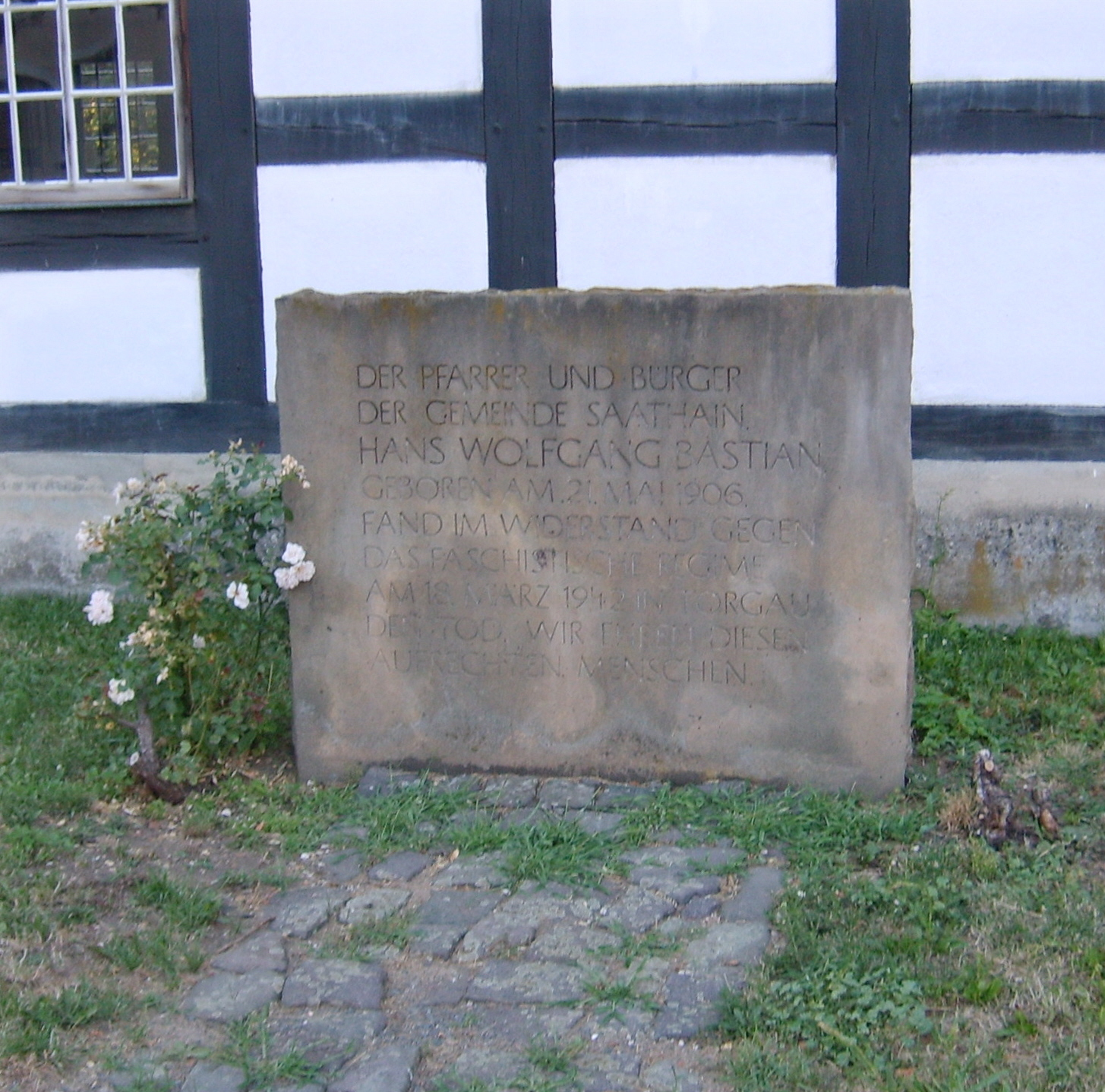
Gedenkstein vor der Saathainer Kirche

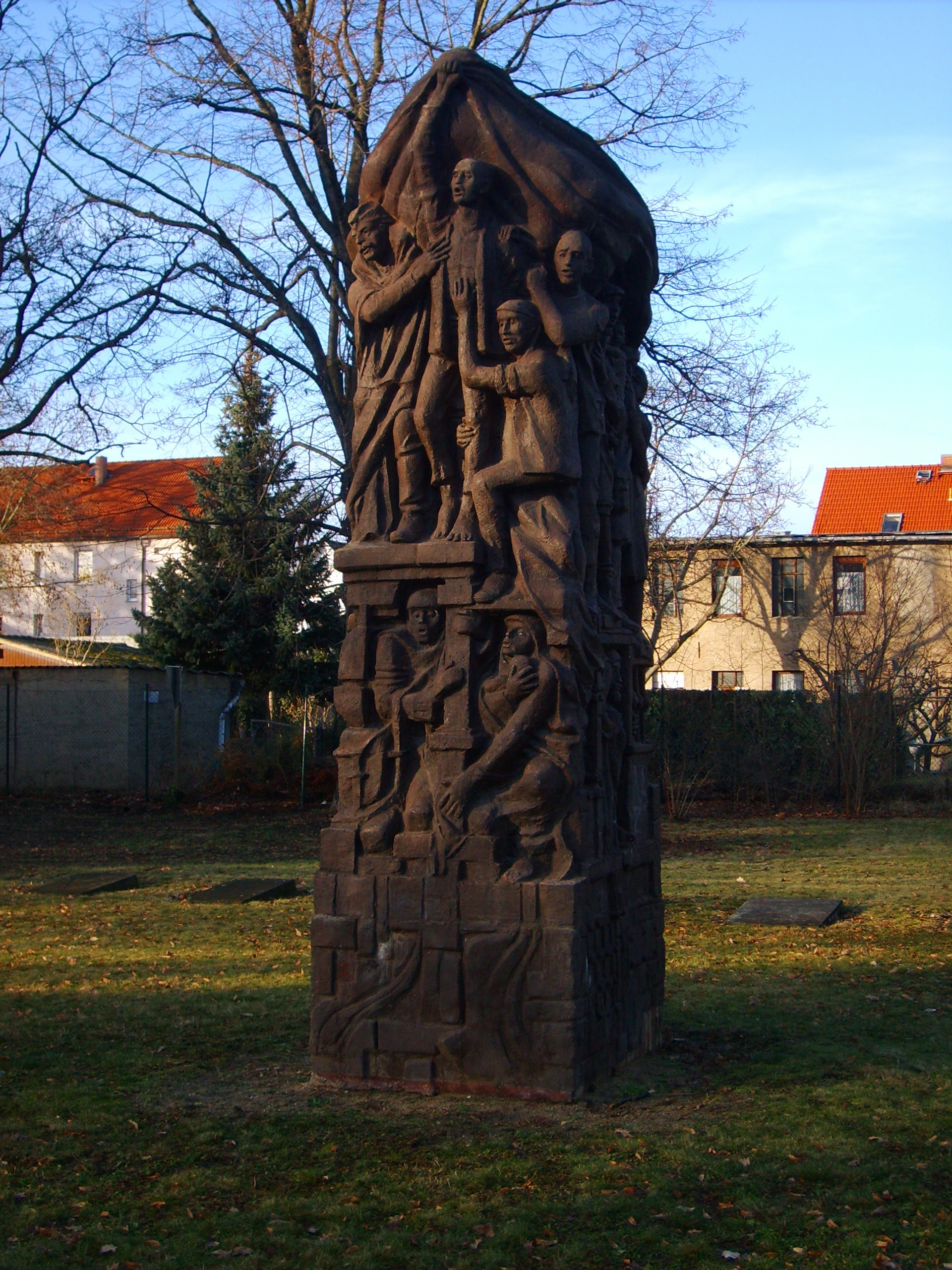
Die von Hans Eickworth geschaffene Skulptur sowie die Gedenkplatten im Elsterwerdaer Stadtpark

1982 wurde der Elsterwerdaer Stadtfriedhof in der Berliner Straße zur Kreisgedenkstätte für die Opfer des Faschismus umgestaltet. Im hinteren Teil der Anlage befinden sich in unmittelbarer Nähe einer vier Meter hohen, vom Elsterwerdaer Künstler Hans Eickworth geschaffenen Skulptur neun inzwischen stark verwitterte Gedenkplatten mit den Namen von Bastian und weiteren 90 Widerstandskämpfern.
Außerdem befindet sich vor der Saathainer Kirche ein Gedenkstein zu Ehren Bastians.

## Dokumentationen (Film)
- DVD: „Wir erinnern zum 100. Geburtstag Hans Wolfgang Bastian.“ Dokumentation über Pfarrer Bastian von Erhard Galle (Stadtarchiv Elsterwerda) in Zusammenarbeit mit dem Elsterwerdaer Regionalsender „Elster TV“.

## Veröffentlichungen (Auswahl)
- Der Stifter des Lindenaer Glasfensters: Volkmar Ritter von Kölitzsch, Vasall in Liebenwerda. In: Die Schwarze Elster. Nr. 479, 1934.
- Die Kirche zu Würdenhain. In: Die Schwarze Elster, Nr. 486, Juli 1935.
- Der ehemalige Hochaltar der Elsterwerdaer Kirche – wiedergefunden. In: Die Schwarze Elster. Nr. 495, 1935.
- Ergänzung und Berichtigung zum Kapitel „Prösen“ der „Bau- und Kunstdenkmäler des Kreises Liebenwerda“. In: Die Schwarze Elster. Nr. 502, 1935.
- Zur diesjährigen Erneuerung der Kirche in Stolzenhain. In: Die Schwarze Elster. Nr. 525, 1936.
- Die Scheune Gottes-Zur Instandsetzung der Kirche in Saathain: 13. Juli bis 4. Oktober 1936. In: Die Schwarze Elster. Nr. 540/541, 1937.
- Wann wird Wahrenbrück zuerst erwähnt? Nicht erst 1199 sondern bereits 1017. In: Die Schwarze Elster. Nr. 544, 1938.
- Die Rödermühle. Auszug aus einer vermutlich nicht mehr vorhandenen Chronik zur Geschichte des Ortes Saathain aus dem Jahr 1941. In: Die Schwarze Elster. Nr. 17 (594), 1984.